# میکل آکوستا
میکل آکوستا (انگلیسی: Michel Acosta؛ زادهٔ ۱۴ فوریهٔ ۱۹۸۸) بازیکن فوتبال اهل اروگوئه است.
از باشگاه‌هایی که در آن بازی کرده‌است می‌توان به باشگاه فوتبال لیورپول (مونته‌ویدئو) اشاره کرد.
وی همچنین در تیم‌های ملی فوتبال Uruguay U17 ۲۸ دسامبر ۲۰۱۴ بازی کرده‌است.